# Lars Bjørnbak

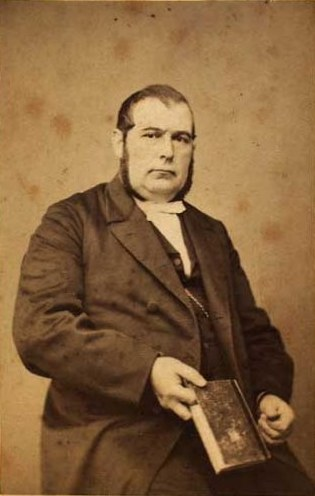
Lars Bjørnbak.

Lars Nielsen Bjørnbak, född den 19 januari 1824, död den 2 januari 1878, var en liberal dansk folkbildare, kristen pacifist, journalist, politiker, feminist och förespråkare för allmän och lika rösträtt.
Bjørnbak examinerades som skollärare 1843 och grundade 1857 Viby högre lantskola i Århus enligt mottot: Kunskap är makt, okunskap är träldom. Alltså: Framåt bonde, framåt!, tankar som drev i sin skrift Frem, Bondemand, frem (1854). Han fick senare sparken från skolan av politiska orsaker men blev istället föreståndare för folkhögskolan i Fjellerad. 1868 startar han där sommarkurser för unga kvinnor.
Bjørnbak tog 1862 initiativ till bildandet av Jysk Folkeforening, som senare blev till Bjørnbakske Venstre. Han kandiderade förgäves i folketingsvalen 1852, 1865 och 1873. Lars Bjørnbak var även medlem av Första internationalen, som han dock lämnade efter Slaget på Fælleden i maj 1872.
Lars Bjørnbak var motståndare till kriget 1864, Grundtvigs skolidéer och 1866 års grundlag. 1866 startade han Aarhus Amtstidende. I denna tidning publicerar han i mitten av 1870-talet ett fredsupprop med krav på nedrustning och upprättandet av en europeisk freds- och skiljedomstol. Hans försök att komma in i danska riksdagen misslyckades, men hans anhängare där, bland dem Geert Winther bildade där en egen grupp, kallade "Bjørnbakerne".
Under Fransk-tyska kriget 1870 överlämnar Lars Bjørnbak och Sophus von Haven en mängd namnunderskrifter till riksdagen, med krav på nedrustning. Denna första danska antimilitaristiska namninsamling kallades för "Odderadressen". Lars Bjørnbak byggde sin pacifism på Nya Testamentet: Tankarna om krig och blodsutgjutelse strider mot den kristna religionens tydligaste grundtankar.